# Spongipellis subcretaceus
Spongipellis subcretaceus är en svampart som först beskrevs av Lloyd, och fick sitt nu gällande namn av Decock, P.K. Buchanan & Ryvarden 2000. Spongipellis subcretaceus ingår i släktet Spongipellis och familjen Polyporaceae.   Inga underarter finns listade i Catalogue of Life.